# Abigail Pawlett
Abigail Pawlett (* 14. Januar 2003) ist eine britische Leichtathletin, die sich auf den Siebenkampf spezialisiert hat und auch im 100-Meter-Hürdenlauf Erfolge feierte.

## Sportliche Laufbahn
Erste internationale Erfahrungen sammelte Abigail Pawlett im Jahr 2021, als sie bei den U20-Europameisterschaften in Tallinn mit 5593 Punkten den siebten Platz im Siebenkampf belegte. 2023 wurde sie bei der 1. Liga der Team-Europameisterschaft im Rahmen der Europaspiele in Chorzów in 13,63 s Siebte im A-Lauf über 100 m Hürden, ehe sie bei den U23-Europameisterschaften in Espoo in der ersten Runde nicht ins Ziel kam. Im Jahr darauf belegte sie bei den Hallenweltmeisterschaften in Glasgow mit 4287 Punkten den neunten Platz im Fünfkampf und im Mai wurde sie beim Hypomeeting in Götzis mit 6011 Punkten Elfte. 2025 belegte sie beim Hypomeeting mit 6315 Punkten den achten Platz und im Juli gewann sie bei den U23-Europameisterschaften in Bergen mit 6320 Punkten die Silbermedaille hinter der Finnin Saga Vanninen.
2025 wurde Pawlett britische Hallenmeisterin im 60-Meter-Hürdenlauf.

## Persönliche Bestleistungen
- 100 m Hürden: 12,94 s (−0,6 m/s), 31. Mai 2025 in Götzis
  - 60 m Hürden (Halle): 8,09 s, 22. Februar 2025 in Birmingham
- Siebenkampf: 6320 Punkte, 20. Juli 2025 in Bergen
  - Fünfkampf (Halle): 4419 Punkte, 4. Februar 2024 in Tallinn